# Liste der Naturdenkmale in Ruppertshofen (Ostalbkreis)
| Naturdenkmale | Anzahl |
| ------------- | ------ |
| FND           | 2      |
| END           | 4      |
| Gesamt        | 6      |

Die Liste der Naturdenkmale in Ruppertshofen nennt die verordneten Naturdenkmale (ND) der im baden-württembergischen Ostalbkreis liegenden Gemeinde Ruppertshofen. In Ruppertshofen gibt es insgesamt sechs als Naturdenkmal geschützte Objekte, davon zwei flächenhafte Naturdenkmale (FND) und vier Einzelgebilde-Naturdenkmale (END).
Stand: 1. November 2016.

## Flächenhafte Naturdenkmale (FND)
| Name                            | Bild | Kennung     | Einzelheiten  | Position | Fläche Hektar | Datum |
| ------------------------------- | ---- | ----------- | ------------- | -------- | ------------- | ----- |
| Götzenloch                      |      | 81360610006 | Ruppertshofen | ⊙        | 0,1           |       |
| Pflanzenstandort im Auerbachtal | BW   | 81360610007 | Ruppertshofen | ⊙        | 0,4           |       |
| Legende für Naturdenkmal        |      |             |               |          |               |       |

## Einzelgebilde (END)
| Name                           | Bild | Kennung     | Einzelheiten  | Position | Fläche Hektar | Datum |
| ------------------------------ | ---- | ----------- | ------------- | -------- | ------------- | ----- |
| 1 Birnbaum im Feldle           | BW   | 81360610001 | Ruppertshofen | ⊙        | 0,0           |       |
| 1 Birnbaum im Kleinen Feldle   | BW   | 81360610002 | Ruppertshofen | ⊙        | 0,0           |       |
| 3 Birnbäume im Spagen          | BW   | 81360610003 | Ruppertshofen | ⊙        | 0,0           |       |
| 3 Linden südöstl.Ruppertshofen | BW   | 81360610004 | Ruppertshofen | ⊙        | 0,0           |       |
| Legende für Naturdenkmal       |      |             |               |          |               |       |